# Wildervankster Dallen (waterschap)
De Wildervankster Dallen (ook: Wildervanksterdallen) is een voormalig kanaalwaterschap in de Nederlandse provincie Groningen.
Het schap lag geheel binnen het waterschap Wildervankster Participantenverlaat en had tot doel een vaarverbinding te realiseren met het Stadskanaal, het huidige Dalkanaal. Langs dit kanaal ontstond de plaats Wildervanksterdallen. 
Waterstaatkundig gezien ligt het gebied sinds 2000 binnen dat van het waterschap Hunze en Aa's.

## Naam
De naam verwijst naar de dalgronden, waar het kanaal doorheen werd gelegd.